# Hegymeghy Dezső
Hegymeghy Dezső (Szécsény, 1874. február 22. – Budapest, 1949. április 6.) ornitológus, múzeumi preparátor, mezőgazdász, biztosítóintézeti tisztviselő.

## Élete
Édesapja Hegymeghy László volt.
Gyermekkorában Komáromba került, s a csallóközi természet lenyűgözte. Iskoláit Komáromban kezdte, majd Pápán végezte, majd 1893-ban Rozsnyón érettségizett, Beöthy Zsigmond színész osztálytársa volt. A budapesti Műszaki Egyetemre iratkozott be, de csak két évet végzett el. 1897-ben Komáromban Bottay Kálmánnál sajátítja el a preparálást. 1899-ben segédjegyző volt Gútán, amikor a nagy tűzvészben az irattár megmentésében segédkezett. 1932-ben Budapestre költözött és a Madártani Intézet díjazás nélküli tisztviselője lett. Rendezte a bromatológiai gyűjteményt, kezelte az irattárt.
1889-től végzett madártani kutatásokat, 1901-től a Magyar Madártani Intézet rendes megfigyelője, 1935-től rendkívüli tagja. 1909–1932 között végzett madárgyűrűzéseket. Keszegfalván (1905–1907), Megyercsen (1908-1910) és Győrben (1911–1912, 1921–1923) végzett megfigyeléseket.
Gyarapította a győri bencés gimnázium természetrajzi szertárát, a komáromi polgári leányiskola természetrajzi gyűjteményét, és a komáromi bencés gimnázium gyűjteményét.
Tanítványai voltak Zsindely Ferenc (1891-1963) vadászati író, miniszter, embermentő, Zsindely Endre (1893-1975) vadbiológus, ornitológus, Zsindely László (1896-1963) vadász, madárvédő, Zsindely Sándor (1898-1978) budapesti fülorrgégész főorvos.

## Művei
- 1929 Hajnalmadár Pannonhalmán. Kócsag 2, 44.
- 1950 Háborús madárfészkek. Aquila - A Magyar Madártani Intézet évkönyve 1944-1947, 174.